# Algické jazyky
Algické nebo alžské jazyky jsou velkou rodinou indiánských jazyků Severní Ameriky. Zahrnují především tradiční rodinu algonkinských jazyků na severovýchodě kontinentu a dva osamocené jazyky tichomořského pobřeží: jurok (Yurok, Weitspekan) a dnes již vymřelý wijot (Wiyot, Wishosk).
Spolu s jazyky muskogí a osamocenými jazyky tonkawa a atakapa bývá spojována do makro-algonkinského jazykového kmene.
Kromě několika málo jazyků, jejichž počet mluvčích roste, je většina algických jazyků v kategorii vymírajících, které se již nepředávají do další generace. Mezi nejrozšířenější algické jazyky patří především kríjština, která je zároveň jedním z nejrozšířenějších severoamerických indiánských jazyků vůbec.

## Dělení
- Wijot (†)
- Jurok
- Algonkinské jazyky
  - Arapažština (Wyoming, Oklahoma, asi 1000 mluvčích včetně atsinštiny, která bývá považována za její dialekt)
  - Černonožština (Montana, Alberta, 5 000 mluvčích)
  - Šajenština (Montana, Oklahoma, 1700 ml.)
  - Kríjština (východní Kanada, 117 000 mluvčích)
  - Foxština
  - Menominí (oblast Velkých jezer)
  - Miamština (†)
  - Odžibvejština (jižní Ontario, 78 000 mluvčích)
  - Potawatomi
  - Šóný
  - východoalgonkinské jazyky
    - Východní abenakština (†)
    - Ečemin (†)
    - "Loup A" (†)
    - "Loup B" (†)
    - Mohykánština (†)
    - Melisít
    - Mesečusečtina (†)
    - Mikmakština (východní Kanada a sv. USA, 11 000 mluvčích)
    - Moheganština (†)
    - Mansíjština
    - Nentikokština (†)
    - Neredženset (†)
    - Pemliko (†)
    - Pouheten (†)
    - Kiripíjština (†)
    - Šainkokština (†)
    - Anemi (†)
    - Západní ebnekština

## Algická slova v evropských jazycích
Vzhledem k tomu, že indiáni, hovořící algickými jazyky, např. Moheganové, Lenapové, Abenakiové či Mikmakové obývali východní pobřeží Severní Ameriky, dostali se do styku s evropskými kolonisty jako první severoameričtí indiáni. Právě proto bylo mnoho algických slov přejato do slovní zásoby evropských jazyků (angličtiny a francouzštiny). Některá algická slova se vžila natolik, že je běloši začali používat v souvislosti se všemi indiány, i když se jednalo o kmeny, hovořící jinými než algickými jazyky. Takovým případem jsou např. slova squaw, tomahavk, vigvam, mokasíny, totem, pemikan nebo Manitou. Algického původu jsou i jména některých severoamerických rostlin: hickory, sasafras, i živočhců: wapiti, karibu, opossum, skunk, čipmank nebo mink. K algickýcm slovům, která v evropských jazycích zcela změnila význam patří např. tobogán, což bylo původně označení pro ploché sáně, podobné bobům. Také mnoho místních názvů ve Spojených státech a Kanadě má algický původ, např. Massachusetts, Connecticut, Kentucky, Ohio, Saskatchewan, Manitoba, Chicago, Manhattan, Ottawa, Mississippi, Missouri a mnoho dalších.